# Hélécine

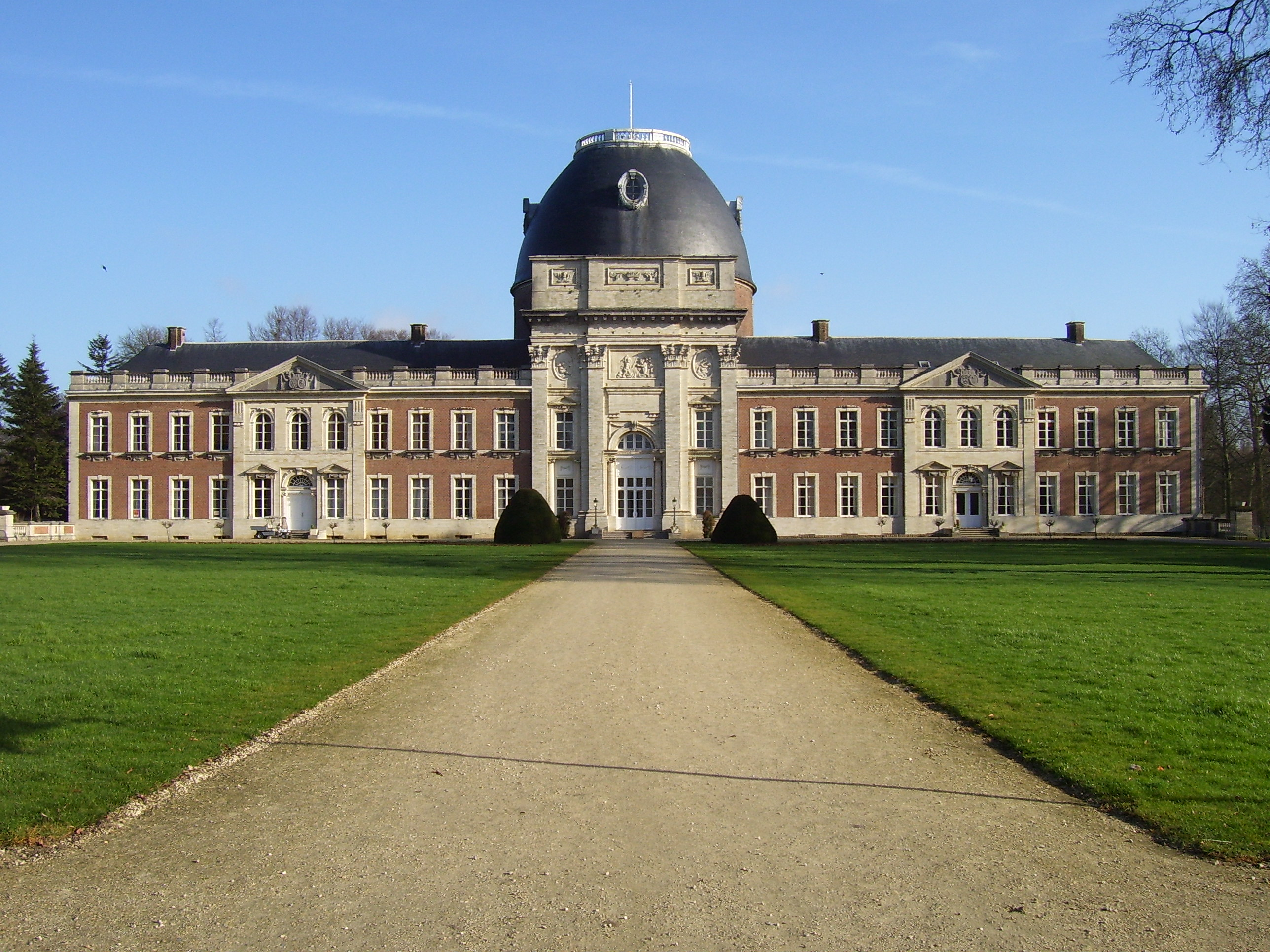
Slottet i Hélécine

Hélécine (vallonska Élessene) är en kommun i den franskspråkiga provinsen Vallonska Brabant i Belgien. Den består av fyra ortsdelar Hélécine, Linsmeau, Neerheylissem och Opheylissem.